# 蕭奇勳
蕭奇勳（1525年—？），字懋建，號燕山，福建興化府莆田縣人，民籍，明朝政治人物。

## 生平
嘉靖二十八年（1549年）己酉科福建鄉試第四十五名舉人，三十二年（1553年）中式癸丑科會試第六十二名，三甲第一百五十九名進士。兵部觀政，授廬陵縣知縣，調浮梁縣知縣，升蘄州知州，調太倉州知州，升南京戶部主事，升員外郎。

## 家族
曾祖蕭儼；祖父蕭仁甫；父蕭桂，訓導。母蔡氏；繼母陳氏。弟蕭奇烈、蕭奇照、蕭奇熊（嘉靖四十三年舉人，永昌府同知）、蕭奇熙、蕭奇杰、蕭奇烋（萬曆十四年進士，湘潭縣知縣）、蕭奇燁、蕭奇熠、蕭奇煜、蕭奇炌、蕭奇煥、蕭奇爚、蕭奇燦、蕭奇煒、蕭奇煇。